# 林国镐
林国镐（1897年～1972年），中国生物化学家。中国生物化学开创者之一。中国生物化学会发起人。

## 生平
浙江镇海（今属宁波市镇海区）人，民族化工业巨擘林涤庵的长子。1918年，毕业于于清华学校（今清华大学）。同年，赴美国留学，入读布朗大学（旧译白朗大学）理学院。1920年，入读哈佛大学医学院。1924年，获哈佛大学哲学博士学位。
1924年回国。受聘于北平协和医学院（今北京协和医学院），担任讲师。后担任上海医学院（今复旦大学医学院）教授，生物化学科主任。发起成立中国生物化学会，并担任中国生物化学会理事长。1930年，出任中央大学（今南京大学）医学院（上海医科大学前身，今复旦大学医学院）生物化学教授。1946年，发起创立上海生物化学会。1948年初，创建国立上海医学院生物化学研究所（今属复旦大学）。
1950年，当选中国生理学会第11届理事。1950年5月9日，中法大学药科并入上海医学院药科，林国镐出任药科主任。1951年，担任军事医学科学院研究员，后担任副所长。

## 学术成就
- 早年曾证实食物中单位质量海参蛋白质含量仅次于燕窝和鱼翅[1]。
- 1938年，合作提出了A-氨基二烷基乙酸新的通用新法，并先后合成了亮氨酸、正亮氨酸、缬氨酸等多种氨基酸和衍生物[1]。
- 1951年，完成冷冻干燥血浆的研制[1]。
- 曾领衔中华人民共和国血清蛋白，医用特种血清的研制工作[1]。
- 曾领衔中华人民共和国放射生物化学的研究工作[1]。